# Baeothele saukros
Baeothele saukros är en klomaskart som beskrevs av Reid 1996. Baeothele saukros ingår i släktet Baeothele och familjen Peripatopsidae. Inga underarter finns listade i Catalogue of Life.